# Atethmia maculifera
Atethmia maculifera là một loài bướm đêm trong họ Noctuidae.